# FC Barcelone (futsal)
Cet article concerne la section futsal du Futbol Club Barcelona. Pour les autres sections, voir FC Barcelone.
Maillots
La section de futsal du Futbol Club Barcelona, nom officiel en catalan et également connu sous le nom de Barça, fait partie du club de football espagnol fondé en 1978. L'équipe première évolue dans le championnat d'Espagne de futsal.

## Histoire

### Faux départ
La section est créée en 1976 à partir d'anciens footballeurs du FC Barcelone pour disputer des tournois de charité.
Le club inaugure officiellement la section en septembre 1978, et rejoint la troisième division catalane. Le club est promu en deuxième puis première division de Catalogne lors de ses deux premières années d'existence. Les championnats locaux 1980-81 et 1981-82 sont remportés par le Barça. La section est dissoute en 1982, avant d'être reconstituée en 1986.
Le club remporte la Coupe du roi en 1989 avant de battre l'AC Roma en finale de la Coupe d'Europe des vainqueurs de coupe 3 buts à 1 au Palau Blaugrana.
En 1995, en raison d'ajustements budgétaires, l'entité doit se contenter de joueurs locaux. Après trois années au sein de l'élite, le club est relégué en 1998. Le club remonte en 2000 pour redescendre trois saisons plus tard. Les Barcelonais retrouvent la División de Honor en 2006 et deviennent professionnels.

### Parmi les meilleurs d'Europe
En 2011, le Barça fait le triplé en remportant la Coupe d'Espagne, la Coupe du Roi puis le Championnat d'Espagne.
En 2011-2012, emmené par des joueurs comme les champions du monde et vainqueurs de la Coupe de l'UEFA Torras, Gabriel et Javi Rodríguez, le FC Barcelona entraîné par Marc Carmona atteint la phase finale de la C1 pour sa première participation à la compétition. Lors de la phase finale qu'ils organisent à Lleida, les Catalans battent le Sporting Portugal (5-1) puis le Dynamo Moscou (3-1) pour brandir le trophée,. Sur le plan national, le club survole la saison et réalise le triplé Coupe d'Espagne-Coupe du Roi-championnat après avoir échoué lors de la Supercoupe espagnole.
Lors de la saison 2012-2013, le Barça se qualifie de nouveau pour la phase finale de Coupe UEFA. Éliminé en demi-finale par le Kairat Almaty (5-4), la première défaite européenne de son histoire, il remporte la médaille de bronze avec une victoire 4-1 contre l'équipe recevant de l'Iberia Star Tbilisi,. En Espagne, l'équipe conserve son hégémonie et ses trois titres Coupe d'Espagne-Coupe du roi-championnat.
Sur l'exercice 2013-2014, en Coupe d'Europe, Barcelone élimine le club organisateur du Final four, Araz Nakhitchevan, aux tirs au but en demi-finale (4-4 tab 4-2) avant de récupérer son titre aux dépens du Dynamo, battu 5-2 après prolongations,. Au niveau national, le Barça remporte sa première Supercoupe d'Espagne puis sa troisième Coupe du Roi consécutive.
Au terme de la saison 2014-2015, le Barça dispute sa quatrième phase finale européenne consécutive. Les 12 076 spectateurs de la victoire en demi-finale sur le Sporting Portugal constitue un record. Le FCB s'incline en finale contre Kairat.
En 2015-2016, emmené par des joueurs comme Saad, Bateria et Sergio Lozano, l'équipe connaît une série de cinq victoires en championnat début 2016 et se place en deuxième position, derrière l'Inter Movistar FS. Le Barça termine vice-champion d'Espagne.
En 2017 et 2018, le Barça échoue pour la deuxième et troisième fois de suite en finale de la Primera division contre l'Inter Movistar. La seconde année, il remporte tout de même sa cinquième Coupe du Roi.
Le 11 octobre 2020, le Barça entraîné par Andreu Plaza remporte sa troisième Ligue des champions, après 2012 et 2014, contre ses compatriotes d'ElPozo Murcie (2-1) dans son Palau Blaugrana,,,. Sur le plan national, l'équipe est éliminée dès les quatre de finale du championnat mais remporte les deux Coupes.
Le 30 juin 2021, Barcelone remporte son cinquième titre de champion d'Espagne.
Le 1er mai 2022, Barcelone remporte sa quatrième Ligue des champions en battant en finale le Sporting du Portugal.

## Résultats sportifs

### Titres et trophées
Le FC Barcelone de futsal gagne deux Coupes d'Europe de l'UEFA, trois Championnats d'Espagne, cinq Coupes d'Espagne, quatre Coupes du Roi et une Coupe d'Europe des vainqueurs de coupe non-reconnue officiellement. Tous ces titres sont à la quasi-totalité remportés depuis les années 2010.
| Compétitions internationales | Championnats nationaux | Coupes nationales |
| --- | --- | --- |
| - Coupe intercontinentale - Finaliste : printemps 1997 - Coupe/Ligue des champions de l'UEFA (4) - Vainqueur : 2012 (en), 2014, 2020 et 2022 - Finaliste : 2015 (en), 2021 et 2024 - Troisième : 2013 (en), 2018 et 2019 - Coupe des vainqueurs de coupe (1) - Vainqueur : 1989 | - Championnat d'Espagne (7) - Champion : 2011 (es), 2012 (es), 2013 (es), 2019 (es), 2021 (es), 2022 (es) et 2023 (es) - Vice-champion : 2016, 2017 et 2018 - Championnat d'Espagne D2 (1) - Champion : 2005 - Vice-champion : 2000, 2004 et 2006 | - Coupe d'Espagne (5) - Vainqueur : 2011 (es), 2012 (es), 2013 (es), 2019 (es) et 2020 (es) - Finaliste : 2015 (es) - Coupe du Roi (7) - Vainqueur : 1989[réf. nécessaire], 2011 (es), 2012 (es), 2013, 2014, 2018 (es), 2019 (es), 2020 - Finaliste : 1988 - Supercoupe d'Espagne (2) - Vainqueur : 2013 et 2019 - Finaliste : 2011 |

### Bilan par saison
| Saison    | Championnat | Championnat | Championnat        | Coupe d'Espagne    | Supercoupe d'Espagne | Coupe du Roi       | Coupe d'Europe |
| Saison    | Division    | Phase rég.  | Phase finale       | Coupe d'Espagne    | Supercoupe d'Espagne | Coupe du Roi       | Coupe d'Europe |
| --------- | ----------- | ----------- | ------------------ | ------------------ | -------------------- | ------------------ | -------------- |
| 2006-2007 | D1          | 13e         | -                  |                    | -                    | Pas de compétition | -              |
| 2007-2008 | D1          | 6º          | Demi-finaliste     |                    | -                    | Pas de compétition | -              |
| 2008-2009 | D1          | 3e          | Quart de finaliste | Demi-finaliste     | -                    | Pas de compétition | -              |
| 2009-2010 | D1          | 5º          | Demi-finaliste     | Demi-finaliste     | -                    | Pas de compétition | -              |
| 2010-2011 | D1          | 1er         | Champion           | Vainqueur          | -                    | Vainqueur          | -              |
| 2011-2012 | D1          | 2e          | Champion           | Vainqueur          | Finaliste            | Vainqueur          | Vainqueur      |
| 2012-2013 | D1          | 1er         | Champion           | Vainqueur          | Demi-finaliste       | Vainqueur          | Troisième      |
| 2013-2014 | D1          | 3e          | Demi-finaliste     | Demi-finaliste     | Vainqueur            | Vainqueur          | Vainqueur      |
| 2014-2015 | D1          | 2e          | Demi-finaliste     | Finaliste          | -                    | Demi-finaliste     | Finaliste      |
| 2015-2016 | D1          | 2e          | Finaliste          | Demi-finaliste     | -                    | Demi-finaliste     | -              |
| 2016-2017 | D1          | 3e          | Finaliste          | Quart de finaliste | -                    | 8e de finaliste    | -              |
| 2017-2018 | D1          | 2e          | Finaliste          | Quart de finaliste | -                    | Vainqueur          | Troisième      |
| 2018-2019 | D1          | 1er         | Champion           | Vainqueur          | Vainqueur            | Vainqueur          | Troisième      |
| 2019-2020 | D1          | 2e          | Quart de finaliste | Vainqueur          | -                    | Vainqueur          | Vainqueur      |
| Total     | Total       | 13 playoffs | 4 titres sur 14    | 6 titres sur 14    | 2 titres sur 4       | 7 titres sur 10    | 3 titres sur 7 |

## Personnalités

### Dirigeants et entraîneurs
Le président du Futbol Club Barcelona est par conséquent aussi celui de la section futsal du club.
De 2004 à 2016, Marc Carmona (es) est entraîneur de l'équipe première. Il est présent lors de la montée en puissance de l'équipe et remporte ses premiers titres majeurs dont les deux premiers sacres en Coupe de l'UEFA (2012 et 2014), les quatre podiums européens consécutifs (2012 à 2015), les trois premiers titres de champion d'Espagne consécutifs (2011 à 2013). Il n'est plus en poste au terme de la saison 2015-2016 vierge de titre malgré l'absence sur la scène européenne.
Andreu Plaza (it) arrive sur le banc blaugrana. Vice-champion la première année, il ne remporte pas non-plus de titre et est troisième de la Coupe d'Europe. Vainqueur de la Coupe du Roi la seconde saison, il rafle tous les titres nationaux en 2018-2019 avec une nouvelle troisième place européenne. Au terme de l'exercice 2019-2020, son Barça conquiert son troisième sacre en Ligue des champions, ainsi que les deux Coupes.

### Effectif actuel
Les postes mentionnés se réfèrent à ceux du football. Comprendre que « A - attaquant » désigne les « pivots » et « M - milieu de terrain » les « ailiers ».